# Sikorsky S-40
Die Sikorsky S-40 war ein viermotoriges Flugboot der 1930er-Jahre, das von der Sikorsky Aircraft Corporation für die amerikanische Fluggesellschaft Pan Am gebaut wurde.
Der Erstflug der S-40 im Dienste der Pan Am fand am 19. November 1931 unter dem Kommando von Charles Lindbergh statt und führte von Miami nach Barranquilla (Kolumbien). Zuvor hatte die Ehefrau des damaligen US-Präsidenten Herbert C. Hoover das Flugzeug auf den Namen American Clipper getauft. Damit begründete die S-40 die Tradition der Namensgebung von Pan-Am-Flugzeugen, die bis zum Ende des Unternehmens Clipper-Namen trugen. Die beiden anderen S-40 erhielten die Namen Caribbean Clipper und Southern Clipper.
Die S-40 wurde auf Linienflügen nach Mexiko, Kuba und zu den Bahamas eingesetzt, bis sie von ihrem Nachfolgemodell, der Sikorsky S-42, abgelöst wurde.

## Technische Daten

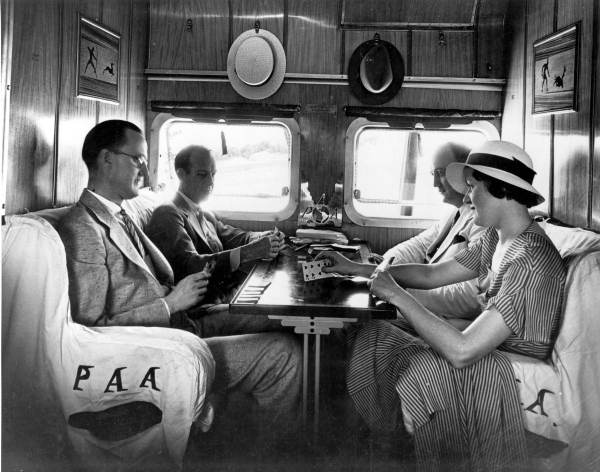
Passagierkabine einer S-40

| Kenngröße             | Daten                                                     |
| --------------------- | --------------------------------------------------------- |
| Besatzung             | 6                                                         |
| Passagiere            | max. 32                                                   |
| Länge                 | 23,38 m                                                   |
| Spannweite            | 34,77 m                                                   |
| Höhe                  | 7,30 m                                                    |
| Flügelfläche          | 161,6 m²                                                  |
| Leermasse             | 9530 kg                                                   |
| Startmasse            | 15.440 kg                                                 |
| Höchstgeschwindigkeit | 224 km/h                                                  |
| Dienstgipfelhöhe      | 4000 m                                                    |
| Reichweite            | 1400 km                                                   |
| Triebwerke            | vier Pratt & Whitney R-1690 Hornet mit je 660 PS (485 kW) |